# 劉芝安
劉智安（韓語：유지안，1988年9月23日—），韓國模特兒。

### 模特兒經歷
- Steve J&Yoni p走秀模特兒
- SURREAL BUT NICE走秀模特兒
- MISS GEE走秀模特兒
- ANDY&DEBB走秀模特兒
- 락현주走秀模特兒
- 이주영走秀模特兒
- 강기옥走秀模特兒
- 박춘무走秀模特兒
- 송자인走秀模特兒
- 설윤형走秀模特兒
- J Apostrophe走秀模特兒
- 3.1 phillip lim走秀模特兒
- CHANEL走秀模特兒
- DIOR走秀模特兒

### MV
- 2013年：Brown Eyed Soul《Always Be There》
- 2014年：曹成模《Yes, Its Me》

### 雜誌拍攝
- 《GRAZIA》
- 《Ceci》
- 《ARENA》
- 《SURE》
- 《Style H》
- 《luxury》
- 《VOGUE》
- 《ELLE》
- 《BAZAAR》
- 《VOGUE girl》
- 《Dazed》
- 《Cosmopolitan》
- 《W》
- 《Marie Claire》
- 《SINGLES》
- 《Numero》

### 短片
- 《SONY》
- 《MOTOROLA》
- 《韓亞航空》

### 廣告代言
- 6 to 5（與Rain）

## 外部連結
- 劉芝安的instagram（页面存档备份，存于）
- NAVER